# موسيقى فرنسا
موسيقى فرنسا هي قناة إذاعية عامة وطنية فرنسية تملكها وتديرها إذاعة فرنسا. وهي مخصصة لبث الموسيقى، سواء الحية أو المسجلة، مع التركيز بشكل خاص على الموسيقى الكلاسيكية وموسيقى الجاز.

## التاريخ
تم إطلاق القناة بواسطة الإذاعة والتلفزيون الفرنسي في عام 1954 باسم القناة عالية الدقة، ثم أعيدت تسميتها في عام 1958 باسم فرنسا IV عالية الدقة، وباسم آر تي إف عالية الدقة في عام 1963، وأخيرًا باسم موسيقى فرنسا في وقت لاحق من نفس العام. القائد أندريه جوف كان منسق خدمات البرمجة والموسيقى في قناة موسيقى فرنسا خلال الثمانينيات.

## برمجة
تتميز جداول القناة ببث العديد من الحفلات الحية و«كالحية» (أي تلك المسجلة مباشرة للبث في وقت لاحق)، بما في ذلك معظم الحفلات الموسيقية التي قدمتها أوركسترا فرنسا الوطنية. يتم أيضًا بث العديد من الحفلات الموسيقية التي تنظمها موسيقى فرنسا في كندا بواسطة راديو سي بي سي 2 وكذلك يتم بثها من قبل قنوات راديو الموسيقى الكلاسيكية الأوروبية الأخرى، مثل راديو بي بي سي 3 في المملكة المتحدة.

## الشعارات
- 1975 : "La première radio en couleurs" (أول راديو بالألوان)
- 1989 : "La musique un ton au-dessus" (نغمة موسيقية واحدة أعلاه)
- 1992 : "Jamais la musique ne vous aura touché d'aussi près" (لن تمسّك الموسيقى أبدًا بهذا القرب)
- 1995 : "Bienvenue chez les fous de Musique" (مرحبًا بكم في منزل أولئك الذين يشعرون بالجنون تجاه الموسيقى)
- 2008 : "Le plaisir" (المتعة)
- أبريل 2008 : "Prolonger l'émotion" (توسيع العاطفة)
- 2012 : "Il ya une part de classique en chacun de nous" (هناك القليل من الكلاسيكية في كل واحد منا)
- 2013 : "Ce monde a besoin de musique" (هذا العالم يحتاج إلى موسيقى)
- 2014 : "Classique mais pas que. . ". (كلاسيكي ولكن ليس فقط. . .)
- 2017– : "Vous allez LA DO RÉ "(ستذهبون لعشقها).

## روابط خارجية
- الموقع الرسمي
 باللغة الإنجليزية
- الموقع الرسمي
 باللغة الفرنسية
- خريطة موسيقى فرنسا الإذاعية باللغة الفرنسية